# Dailamiten

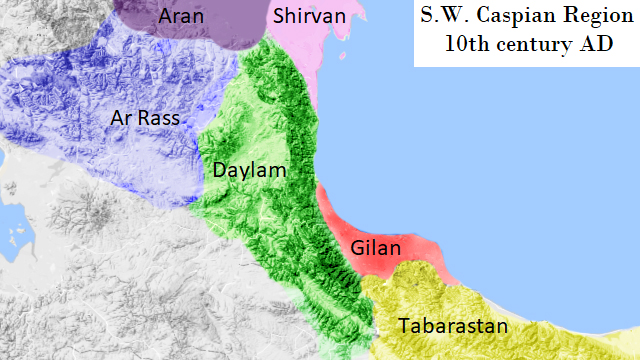
Dailamiten (Daylam) im 10. Jahrhundert n. Chr.

Die Dailamiten oder Deylamiten waren ein iranisches Volk, das die gebirgigen Gegenden des nördlichen Iran an der Südküste des Kaspischen Meeres bewohnte. Sie wurden seit der Zeit des Sassanidenreiches als Soldaten geschätzt und widersetzten sich lange Zeit der arabischen Eroberung Persiens und der anschließenden Islamisierung. In den 930ern entstand die dailamitische Buyiden-Dynastie und herrschte über weite Teile Persiens bis zur Ankunft der Seldschuken in der Mitte des 11. Jahrhunderts.

## Geschichte
Die Dailamiten lebten in den Hochländern von Dailam, ein Teil des Elburs-Gebirges zwischen Gilan und Tabaristan. Die frühesten zoroastrischen und christlichen Quellen legen aber nahe, dass die ursprünglichen Dailamiten aus dem Gebiet um den Fluss Tigris stammten, wo iranischsprachige Völker wie die Dimli heute leben. Sie sprachen die Deilami-Sprache, einen nordwest-iranischen Dialekt, der dem der benachbarten Gilakern ähnelte. Der Nestorianismus breitete sich durch die Missionierungen des Johannes von Dailam unter den Dailamiten aus und Bistümer werden in der Gegend bis in die 790er Jahre erwähnt; sie könnten allerdings bis ins 14. Jahrhundert weiterbestanden haben. Während der sassanidischen Herrschaft wurden sie als hochwertige Infanteristen geschätzt. Dem oströmischen Geschichtsschreibern Prokop und Agathias zufolge waren sie ein kriegerisches Volk und geschult im Nahkampf. Jeder dailamitische Krieger war mit einem Schwert, einem Schild sowie Speeren oder Wurfspeeren bewaffnet. Die Dailamiten unterstützten die Rebellion des Bahram Tschobin gegen Chosrau II., trotzdem beschäftigte dieser später 4000 Dailamiten in seiner Leibwache. Der sassanidische General Wahriz, der von Chosrau I. im Jahr 570 zur Eroberung des Jemen entsandt wurde, war wahrscheinlich auch dailamitischer Herkunft und seine Truppen beinhalteten auch dailamitische Kontingente.
Nach der persischen Niederlage in der Schlacht von Kadesia desertierten diese dailamitischen Leibwachen zusammen mit anderen persischen Einheiten zu den angreifenden Arabern und konvertierten zum Islam. Es gelang den Dailamiten trotzdem, der arabischen Eroberung ihres Heimatlandes unter der Führung ihrer eigenen lokalen Anführer jahrhundertelang zu widerstehen. Dies führte zu anhaltendem Krieg und Plünderungen in Dailam. Unter den Arabern behielt die alte sassanidische Grenzfestung von Qazvin ihre Rolle als Bollwerk gegen dailamitische Übergriffe bei. Dem Historiker At-Tabarī zufolge wurden die Dailamiten zusammen mit den Türken zeitweise als schlimmste Feinde der Muslime angesehen. Die Abbasiden eroberten Teile der Region, konnten sie aber nie effektiv kontrollieren. Während der Herrschaft des Harun al-Rashid, flohen mehrere Shiiten zu den Dailamiten, von denen ein Großteil heidnisch geblieben war, mit Ausnahme einiger Zoroastrier und Christen, um der Verfolgung zu entgehen. Unter diesen Flüchtlingen waren die Aliden, unter denen die Konversion der Dailamiten zum schiitischen Islam begann. Trotzdem blieb in den Dailamiten eine starke iranische Identität erhalten, gepaart mit anti-arabischen Gefühlen. Die örtliche Ziyariden-Dynastie zum Beispiel ließ weiterhin originär iranische und zoroastrische Feiertage begehen.
Eine heutige iranische Volksgruppe, die wahrscheinlich auf die Dailamiten zurückgeht, sind die Zaza. Die Zaza bezeichnen sich selbst als Dimli oder Dimla, was nach einer von Friedrich Carl Andreas eingeführten Sprachtheorie vom Wort Dailam abgeleitet ist.
Dafür spricht auch das Agathias im 6. Jahrhundert die Dailamiten (wörtlich "Dilimniten") als "einer der Größten Nationen auf der anderen Seite des Tigris, deren Gebiet an Persien grenzt" bezeichnet. Dieses Gebiet ist das heutige Siedlungsgebiet der Dimli oder auch Zaza.